# Gnestads säteri

Gnestads säteri är en herrgård i Norrköpings kommun i Östergötlands län.

## Historia
Gnestads frälsesäteri ligger i Kuddby socken i Björkekinds härad. Denna egendom hörde redan på 1640-talet och ännu 1725 under Mems slott. År 1825 tillhörde egendomen änkeprostinnan Anna Gustava Wallensten, född Leijonadler. Den ägdes 1850 av hovsekreteraren M.F. Lindahl samt 1853 av hans ende son, kungliga sekreteraren O.W. Lindahl. År 1873 såldes egendomen av Hjalmar Norrman till grosshandlaren G. Forsberg.

## Byggnader
Manbyggnaden av sten uppfördes av hovsekreteraren Lindahl, som även härstädes lät uppföra en familjegrav. Gnestad är 1 mantal,
sedan år 1832 frälsesäteri, förut frälse. Till Gnestad hör utjorden Tomta. Till år 1874 hörde även lägenheten Gnestadsvik hit, men nämnda år avsöndrades densamma för evärdlig tid mot en årlig avgift av tre skålpund smör och sju öre i penningar.